# Nodicostellaria crassa
Nodicostellaria crassa is een slakkensoort uit de familie van de Costellariidae. De wetenschappelijke naam van de soort is voor het eerst geldig gepubliceerd in 1995 door Simone.